# Турпанова, Вера Петровна
Вера Петровна Турпанова — советский хозяйственный деятель, Герой Социалистического Труда.

## Биография
Родилась в 1919 году в селе Ивенье. Член КПСС.
В 1938—1941 — уборщица Штеровской ГРЭС, стрелочница на железной дороге.
В 1941—1950 — уборщица, машинист турбины ГЭС в Башкирской АССР.
В 1950—1969 — помощница машиниста, машинист турбины турбинного цеха Ворошиловградской ГРЭС.
Указом Президиума Верховного Совета СССР от 4 октября 1966 года присвоено звание Героя Социалистического Труда с вручением ордена Ленина и золотой медали «Серп и Молот».
Делегат XXII съезда КПСС.
Умерла в 1987 году в городе Счастье.

## Награды и звания
- Герой Социалистического Труда (04.10.1966)
- Орден Ленина (04.10.1966)